# Ringinarum (plaats)
Ringinarum is een bestuurslaag in het regentschap Kendal van de provincie Midden-Java, Indonesië. Ringinarum telt 3799 inwoners (volkstelling 2010).